# Fulcran de Lodève
Saint Fulcran fut évêque de Lodève de 949 à 1006. Il est fêté le 13 février.

## Biographie
Sa date et son lieu de naissance sont incertains. D'après une vie rédigée au XVIIe siècle, il serait né dans un humble moulin de la vallée du Lignous à Mérifons dans le diocèse de Lodève, mais Dom Vic et Dom Vaissette suggèrent dans leur Histoire générale de Languedoc, qu'il serait issu de la première race de la famille de Roquefeuil du Rouergue. Aucun acte, hors son propre testament, ne permet de confirmer cette hypothèse. Sa mère avait pris un soin particulier de son éducation et l'avait mis sous la discipline de Thierri, évêque de Lodève, qui vivait dans une grande réputation de sainteté. Après avoir passé par tous les degrés ecclésiastiques, il parvint enfin à la dignité d'archidiacre de Maguelone.
Il est le trentième évêque de Lodève, où il fit édifier la deuxième cathédrale romane dédiée à l'époque à saint Geniès d'Arles et qui porte aujourd'hui son nom.
En 990, il participe au synode du Puy avec les évêques de Viviers, de Toulouse, d'Elne où est conclue la première Trêve de Dieu.

## Sources
Fulcran et son œuvre épiscopale sont connus par plusieurs Vies de saint Fulcran rédigées entre le Xe siècle  et le XVIIe siècle, et par neuf textes contemporains, auxquels s'ajoutent des chartes publiées dans l'Histoire de Languedoc.
Le culte de saint Fulcran va se développer après la rédaction de la première Vie de saint Fulcran rédigée entre 1196 et 1201 par Pierre Lélut, dit Pierre de Millau, abbé de Mazan, à la demande de l'évêque de Lodève, Raymond Ier Guilhem de Montpellier. L'invention du corps de saint Fulcran a lieu en 1198. La translation du corps de saint Fulcran dans la cathédrale est organisée par l'évêque Pierre IV Raymond de Montpeyroux, probablement le jeudi avant l'Ascension 1209, en présence d'un représentant du pape Innocent III et de l'évêque de Béziers. Le corps de saint Fulcran est déposé dans la chapelle Saint-Fulcran. Le culte de saint Fulcran est reconnu par le pape Nicolas IV en 1290.

## Vénération - patronage
Saint Fulcran s'était opposé au comte de Toulouse, qui était tombé dans l'adultère parce que son épouse Arsinde ne lui avait pas donné d'enfant. Celle-ci fit un pèlerinage à Conques au sanctuaire de sainte Foy et eut ensuite deux fils. Depuis, les femmes des Cévennes et du bas Languedoc se sont adressées à saint Fulcran pour avoir des enfants, et ont donné ce prénom à leur premier-né.

## Famille
D'après Dom Mabillon, sa mère, à qui les uns donnent le nom d'Eustorge, les autres celui de Biligarde, était fille d'un comte de Substantion ou de Maguelone. Dans ce cas, compte tenu de l'époque de sa vie, elle pouvait être la fille du comte Bernard (+922), premier comte de Melgueil dont le nom nous soit parvenu. 
On possède une copie du testament de Fulcran daté de 988, dans lequel il fait mention de ses frères Pons et Aranfred, de son neveu André, et d'Emme, sa proche parente. On lui donne encore deux sœurs qu'on assure avoir été dames de Montpellier. Enfin, par le même testament, il se dit coseigneur d'une terre de Roquefeuil, relevant des vicomtes de Nîmes, ce qui semble accréditer la thèse qu'il appartenait à une famille de Roquefeuil. Il fait aussi une donation au prieuré de Nant, qui était une dépendance de l'abbaye de Vabres.